# 基思·加德纳
基思·加德纳（英語：Keith Gardner，1929年9月6日—2012年5月25日），牙买加男子田径运动员。他曾代表牙买加、英属西印度群岛参加1956年和1960年夏季奥林匹克运动会田径比赛，其中1960年奥运会获得一枚铜牌。